# Amazonspinther dalmata
Amazonspinther dalmata Bührnheim, Carvalho, Malabarba & Weitzman, 2008, è un piccolo pesce d'acqua dolce appartenente alla famiglia Characidae, sottofamiglia Cheirodontinae.

## Diffusione e habitat
Questa specie è diffusa nei bacini idrografici dei fiumi Rio Purus and Rio Madeira in Brasile, in acque lente, con fondale fangoso, ricche di vegetazione sommersa.

## Descrizione
A. dalmata presenta un corpo snello e allungato, idrodinamico, compresso ai fianchi, con piccole pinne triangolari. La livrea prevede un corpo bianco-trasparente (che permette la visione del cervello e degli organi interni, racchiusi in un'area argentea) con 3 macchie nere tondeggianti alla radice delle pinne dorsale, anale e caudale, che giustificano il nome scientifico, dalmata appunto. 

Raggiunge una lunghezza massima di 2 cm.